# Yu-Gi-Oh! GX: The Beginning of Destiny
Yu-Gi-Oh! GX: The Beginning of Destiny personajes es un videojuego de estrategia multijugador, desarrollado por Konami. Fue lanzado al público el 6 de diciembre del 2007 en Japón, un día después en Europa y el 8 de diciembre de 2008 en Estados Unidos para las plataformas PlayStation 2. Debido a su gran éxito el juego ha tenido más entregas y ha conseguido llegar a ser una saga de 5 videojugos.
Este videojuego está basado en el exitoso manga que luego fue adaptado al anime de Kazuki Takahashi de 1998.
Yu-Gi-Oh! GX: The beginning of the destiny Yu-Gi-Oh! GX: Tag Force Evolution, conocido como Yu-Gi-Oh en los Estados Unidos. GX: ¡El comienzo del destino es una versión de Yu-Gi-Oh! original. GX Tag Force está diseñador para PSP, pero es compatible con Yu-Gi-Oh! GX Tag Force 2 en la que desbloquea nuevas funciones.
Se puede conectar la PS2 con el juego Yu-Gi-Oh! GX Tag Force Evolution con el juego Yu-Gi-Oh! GX Tag Force 2 en un PSP mediante un cable USB para desbloquear cartas y Duel Points adicionales.
Continuando con la tradición de la competencia, la Academia de Duelos decidió realizar la "Competencia de Duelos por Equipos" este año. ¡Todos los estudiantes están trabajando arduamente para encontrar socios adecuados para asegurarse de que puedan ganar! El jugador hace el papel de un estudiante de intercambio y se une a toda la emoción. Los jugadores deben ser los mejores duelistas de la academia de duelos, y sólo estableciendo confianza y amistad podrán encontrar compañeros adecuados para participar en el "Team Duel Contest". En este juego, si puedes encontrar una verdadera amistad y "unidad" depende de tu compatibilidad con tus compañeros y tu espíritu de duelo.
El objetivo principal del juego es un torneo Tag Force, que tendrá lugar en la isla. El jugador debe encontrar un compañero para así poder hacer equipo y finalmente poder entrar al torneo.
El juego incluye claro personajes del anime Yu-Gi-Oh! GX, así como personajes exclusivos para los videojuegos. Se incluyen tres cartas promocionales que acompañan el disco de juego: "Bestia Fantasma Cross-Wing", "Bestia Fantasma Thunder-Pegasus" y "Bestia Fantasma Wild-Horn". El juego contiene 2450 cartas desde su lanzamiento.

## Partes
El juego se divide en tres partes. 
Primera parte: en dicha parte, tendrás que crear un Deck a tu gusto, así como hacer amistad con alguno de los personajes principales (Jaden, Syrus, Chumley, Alexis, Bastion, Chazz y Zane) para participar con alguno de ellos en el Torneo Tag.
Segunda parte: comprende el Torneo Tag; aquí debes librar varios Duelos para obtener 90 medallas y llegar al final.
Tercera parte: antes de la final del Torneo aparecen los Jinetes de las Sombras, a quienes debes derrotar en Duelos Tag junto a los otros personajes principales. Una vez terminados estos Duelos deberás enfrentarte a Kagemaru.
Una vez que terminas la tercera puedes jugar de nuevo o iniciar cualquiera de las partes, conservando todos los datos anteriores y con extras, como poder escoger a cualquier personaje como pareja.

## Personajes
Yu-Gi-Oh! GX cuenta en la actualidad con 132 personajes, los cuales se desempeñan en los siguientes roles.
| Personajes                                                                    | Personajes secundarios |
| ----------------------------------------------------------------------------- | --- |
| - Jaden Yūki - Chazz Princeton (Manjoume Jun) - Alexis Rhodes (Tenjoin Asuka) | - Haou (Supreme King/Rey Supremo) - Chumley Huffington (Maeda Hayato) - Bastion Misawa (Misawa Daichi) - Zane Truesdale (Marufuji Ryo/Hell Kaiser) - Atticus Rhodes/Nightshroud(Tenjoin Fubuki/Darkness) - Astro Phoenix (Edo Phoenix) - Tyrano Hasselberry (Tyrano Kenzan) - Blair Flannigan (Saotome Rei) - Jesse Anderson (Johan Anderson) - Jim "Cocodrilo" Cock - Axel Brodie (Austin O'Brien) - Adrian Gecko (Amon Garam) - Dr. Vellian Crowler (Cronos de Medici) - rofesor Lymann Banner (Daitokuji sensei)/Amnael - Canciller Sheppard (Principal Samejima) - Jean-Louis Bonaparte (Vice Principal Napoleon) - Sartorius (Saiou Takuma) - Marcel Bonaparte (Kanou Martin). - Yubel - Maximillion Pegasus (Pegasus J. Crawford) - Profesor Viper (Professor Cobra) |

## Modos de juego
Se basa en Áreas abiertas o desbloqueadas.
Después de conseguir todas las cartas, paquetes y una cantidad casi infinita de recetas, puntos de dp, con personajes ocultos con los que puedes luchar de diferentes formas, creo que es el final, pero el juego depara otra sorpresa final.

De la misma forma que se debe utilizar el desbloqueo del laboratorio para cambiar códigos por letras o tarjetas para desbloquear la última zona de la cúpula.
La cúpula de la derecha al final o mirador (donde si viste la serie esta Zane) en este caso es que después el dormitorio se encuentra a la derecha a la izquierda por la calle que solo mira.
Y donde te encontrarás con rivales sorpresa, un nivel más alto que cualquiera ha hecho en el juego, donde te llevarás sorpresas realmente grandes y combinaciones únicas en los casos en los que no puedas hacer nada y otros pondrán todas tus habilidades para avanzar.
Así como los 21 nuevos personajes realmente que manejan diferentes mazos y tú desafías la regla de que solo uno primero y si ganas 3 veces puedes desafiar al siguiente, como si estuvieras con otros en orden de los cuales puedes saltar a cualquiera que borre el último. es el más difícil y puedes ver el verdadero final.
Tiene el modo historia que es solo para un jugador en la cual se desarrollará toda la historia mientras que por ora parte tiene el modo competitivo en el que podrás luchar contra otros usando las cartas de tu baraja y creando la mejor estrategia, siendo un juego por turnos.

## Selección de compañero
Jaden: dale de comer. Para hacerlo más rápido consigue el Huevo Dorado.
Kagemaru: vencelo en un duelo (22:30)
Vellian: vencelo en un duelo, pero como es exigente la diferencia de LP tiene que ser de 8.000.
Jinetes de las Sombras: vencerlos en un duelo (están dispersos por toda la isla pero aparecen de noche, a las 22:30)
Chica Maga Oscura: dale el Huevo Dorado.
Jinzo: dale 60.000 DP.

## Secuela
Un nuevo año en la academia de Duelos ha comenzado y el torneo de Duelo Tag es el evento más esperado del año. Campeones de alrededor de todo el mundo han aceptado la invitación a este torneo. Explora la Academia de Duelos y encuentra tu compañero adecuado para combinar fuerzas y convertirse en una máquina de combate imparable.
Puede conectarse al videojuego Yu-Gi-Oh! GX Tag Force Evolution de PlayStation 2 mediante un cable USB y así podrás desbloquear más personajes y más cartas. Cada juego incluye tres cartas promocionales exclusivas.
El jugador se pone en el papel de un personaje creado y acumula experiencia y PD. La experiencia es usada para subir de nivel y los PD para comprar cartas y bocadillos. El juego contiene casi 2900 cartas.
Sinopsis
El juego comienza al iniciarse el curso, en el cual veremos a los viejos compañeros de Yu-Gi-Oh! GX Tag Force como Jaden, Syrus Truesdale, el Dr. Vellian Crowler, Bastion y Chazz Princeton. Asimismo, en esta entrega encontraremos más personajes nuevos que en el primer juego aparecieron pero no con mucha importancia y otros como Jean-Louis Bonaparte, Blair Flannigan y muchos más.
Primer día:
Tras acabar la ceremonia de inauguración, el jugador podrá escoger un compañero. Este hecho toma importancia, ya que en este juego se trata de formar un lazo más fuerte con que se escogiera para el segundo torneo Tag Force.
Corazones:
Para avanzar en la historia del juego, debemos llenar corazones con cada uno de los personajes. A cada personaje se le puede llenar ocho corazones. Cada vez que llenemos un corazón con un personaje desbloquearemos un evento en el juego. Los primeros cuatro eventos de cada personaje de la primera fila son iguales mientras que los últimos cuatro corazones de cada personaje son eventos basados en el personaje.
Eventos:
Esta sección contiene detalles de la trama del juego. Si no deseas descubrirlos, se recomienda no leerla.
Nota: es imposible perder en un Duelo de evento. Si el jugador pierde, podrá reiniciar el Duelo o salir a la pantalla de inicio, perdiendo los datos no guardados con anterioridad.
Primer corazón: el jugador deberá ir al acantilado para activar este evento, en el que Syrus le dice que alguien lo está buscando. Cuando el jugador avance un poco más, encontrará a Chica Maga Oscura, que lo retará a un Duelo. Tras vencerla, ella da las gracias por el Duelo y después de otro pequeño diálogo desaparece, lo que sorprende a todos. 
Segundo corazón: el jugador deberá ir al Dormitorio Ra Amarillo, en donde se encontrarán Crowler, Bonaparte, Syrus, Hassleberry y Jaden Yuki. Mientras Bonaparte se queja de tener que llevar los discos de Duelo, Crowler verá al jugador y se alegrará, pensando que le puede pasar la tarea al jugador. Jaden dirá que él no tiene el derecho de hacer eso y Crowler retará al jugador, diciendo que si el jugador gana se irá, pero si él gana, castigará al jugador. Se irán tras ganar.
Tercer corazón: el jugador deberá ir al Bosque, en donde encontrará a Pierre el Apostador, que ha vuelto a la academia para recuperar el amor de Alexis. Chazz le propone una apuesta en la que el jugador se enfrenta a Pierre y Chazz tiene que escribir quién cree que va a ganar. Si él acierta, Pierre se irá de la academia. Si no acierta, se quedará. Chazz apuesta. El resto de los personajes apuestan por el jugador y el Duelo empieza. Después de ganar, los personajes felicitan al jugador por ello. Finalmente, Pierre se despide de Alexis y se va.
Cuarto corazón: el jugador deberá ir al Dormitorio Slifer Rojo, en donde se encontrarán varios personajes principales sorprendidos porque encontraron a Bonaparte husmeando por el dormitorio sin motivo aparente. Este último intenta disimular, pero acaba revelando sus planes para demoler el dormitorio. Al darse cuenta de esto propone que si el jugador gana un Duelo, él se irá, pero si el jugador pierde, demolerá el dormitorio, Jaden dice que adelante y que se prepare, aunque resulta que Bonaparte no participaría en el Duelo, sino que los Hermanos Para-Doja tomarán su lugar, retando al jugador con su compañero a un Duelo Tag. Una vez el jugador gane el Duelo, los Hermanos se sorprenderán de haber perdido, Bonaparte se molestará con ellos por haber perdido y procederán a retirarse mientras el resto de personajes principales felicitan al jugador por haber ganado el Duelo.
A partir de aquí, los corazones que llenes con cada personaje desbloquearán un evento basado en el personaje.
Los eventos de cada personaje son:
Jaden Yuki
Quinto corazón: Jaden Yuki te llevará al campo de Duelos y preguntara al jugador si recuerda el último Duelo que tuvieron los dos en ese lugar. Se verá un recuerdo donde el jugador y Jaden están a punto de enfrentarse a Zane y Atticus en el Duelo de graduación de estos dos últimos, rodeados de otros personajes principales. Tras un pequeño diálogo, el profesor Crowler da por iniciado el Duelo. Después de ganar, Zane dirá que fue un buen Duelo y que fue un gusto haber conocido tanto al jugador como a Jaden. En ese momento, se descubre que Atticus se graduará el próximo año, por lo que no se irá de la academia. Al finalizar, se volverá al presente, donde Syrus preguntará a Jaden qué hace con el jugador en el campo de Duelos. Este le responde que es un secreto del jugador y Jaden.
Sexto corazón: Jaden te llevará al Dormitorio Abandonado y preguntará al jugador si recuerda la vez que se enfrentaron a Sarina, la hermana de Sartorius, en ese lugar. En ese momento se pasara a un recuerdo, donde el jugador, Jaden y Aster Phoenix se encuentran en el dormitorio frente a Sarina, que tiene a Syrus y a Hassleberry como prisioneros y afirma que los liberará si el jugador le gana en un Duelo. Al preguntarle los motivos, dice que fue mandada por su hermano para localizar al elegido, los cuales son el jugador y Jaden, por lo que reta a ambos a un Duelo donde ella tendrá de compañero a un clon de sí misma. Después de ganar se retorna al presente, donde aparece Hassleberry preguntando qué hacen ahí. Jaden responde que él y el jugador están hablando sobre usar el mismo Deck y pregunta a Hassleberry si hará lo mismo. Este dice que no y seguido aparece Syrus.Tras un poco de diálogo, todos se retiran del dormitorio abandonado.
Séptimo corazón: empieza con Jaden preguntando al jugador si acabó de armar su Deck "HÉROE", y concluye que no importa qué Deck se use, pues un Duelo siempre será divertido. Después, Jaden llevará al jugador al campo de Duelos, donde cuenta al jugador con tristeza sobre la vez que perdió contra Aster Phoenix y que después de esa derrota no podía ver sus cartas. También comenta que a pesar de eso, fue un gran Duelo y que Aster es un gran Duelista, siendo seguramente por eso que es un profesional. También recuerda un Duelo que tuvo con el jugador contra Sartorius y Aster. Automáticamente después, se pasa a un recuerdo donde el Duelo anteriormente mencionado está por empezar mientras alrededor están otros personajes principales. Después de ganar, Jaden Yuki se burla de Aster, diciendo que los "HÉROE Elemental" son mejores que los "HÉROE del Destino". Debido a esto, Aster reta a Jaden a un Duelo donde únicamente jueguen los dos, Duelo que Jaden pierde. Volviendo al presente, Jaden dice al jugador que tras perder contra Aster no podía ver sus cartas y que se fue al bosque, pero que afortunadamente el jugador lo encontró y lo llevó de vuelta a la academia. Tras la conversación, aparecen Jesse y Aster, a los que Jaden pregunta si alguna vez han visto sus cartas en blanco, a lo que le responden que no.
Octavo corazón: Jaden despierta al jugador emocionado: es el día de Duelos de "Relevación del compañero" y Jaden quiere ser el elegido para participar en el Duelo. Jaden nos lleva al aula de clases, donde están por anunciar a las mejores parejas de Duelistas. Antes, el Profesor Crowler dice que el creador de los Duelos de "Relevación del Compañero" fueron inventados por el Profesor Viper y que en el momento de inauguración del evento, él había desaparecido. Después de que algunos estudiantes se preocupen por lo ocurrido, Crowler también informa de la desaparición del Canciller Sheppard y dice que no hay por qué preocuparse porque Crowler y Bonaparte ya han elegido a los mejores compañeros: Jaden con el jugador. Una vez que los otros personajes felicitan a Jaden y al jugador, Crowler ]anuncia que el evento principal es un Duelo entre la mejor pareja de Duelistas. Tras ganar el Duelo, Jaden nos felicita debido a que fue un gran Duelo, al igual que el resto de los personajes principales. Después, Crowler anuncia que se da por iniciado el segundo torneo Tag Force. Bastion dice al jugador que irá a ayudar a alguien con una investigación y que no volverá en un buen tiempo. Tras el diálogo, la mayoría de los personajes principales intentan retar al jugador a un Duelo, aunque en la disputa por ver quién va primero, Jaden ayuda al jugador a escapar. Este dice al jugador que siempre será su compañero, que fue un gran Duelo y que espera tener la revancha. 
Al finalizar estos eventos, habrá concluido la historia de Jaden y volverá al menú del juego donde podemos empezar la historia otra vez y elegir otro personaje para jugar su historia. El Op acumulado y el Deck no habrán cambiado.
Alexis Rhodes
Quinto corazón: Alexis dirá al jugador que sus amigas Jasmine y Mindy lo están buscando. El jugador deberá ir a la tienda, donde estas últimas se preguntarán molestas cómo Alexis pudo escoger al jugador como compañero. Acto seguido, retarán al jugador a un Duelo donde si este pierde dejará de ser el compañero de Alexis. Después de ganar, Jasmine y Mindy estarán molestas por perder. Alexis lo ignora y se retira con el jugador.
Sexto corazón: Alexis dirá al jugador que Jasmine y Mindy han desaparecido. El jugador deberá ir al puerto, donde se encontrará con Atticus y con Chazz. Ellos dirán a Alexis que quieren ser su pareja de Duelos Tag y retarán al jugador a un Duelo. Después de ganar, Alexis dirá que Jasmine y Mindy han desaparecido y que por eso está triste. Atticus y Chazz se disculparán con ella y dicen que lo único que querían era alegrarla.  
Séptimo corazón: Alexis dirá al jugador que Atticus y Chazz también han desaparecido. El jugador deberá ir al bosque, donde se encontrará con Jaden, Syrus y Hassleberry. Alexis les dirá que sospecha que las personas que han desaparecido lo han hecho después de perder un Duelo Tag con el jugador y ella. Jaden y Syrus le dirán que tengan un Duelo Tag para averiguar si es cierto o no.
Octavo corazón: Alexis dirá al jugador que Jaden y Syrus también han desaparecido. En ese momento, Crowler dirá al jugador y Alexis que una extraña sombra fue vista en el Dormitorio Abandonado. Al llegar al Dormitorio, Jesse estará allí y dirá que Ruby guiará al jugador desde ese punto. Al avanzar un poco más, todos los personajes desaparecidos con anterioridad se encuentran secuestrados por Titán y Jinzo. Estos quieren venganza y retarán al jugador y Alexis a un Duelo Tag donde si ellos ganan se llevarán a todos al Reino de las Sombras. Cuando el jugador gane, Titán y Jinzo volverán al Reino de las Sombras, liberando a los personajes secuestrados.
Al finalizar estos eventos, habrá concluido la historia de Alexis y volverá al menú del juego donde podemos empezar la historia otra vez y elegir otro personaje para jugar su historia. El Op acumulado y el Deck no habrán cambiado.
Aster Phoenix
Quinto corazón: Aster dirá al jugador que hay un rumor raro y quiere comprobarlo, por lo que el jugador deberá ir al dormitorio Ra Amarillo. Cuando el jugador llegue, encontrará a Jaden Yuki, Tyranno Hassleberry, Bastion Misawa y Chazz Princeton. Pero Bastion y Chazz estarán bajo el control de la Sociedad de la Luz. Al principio, los demás creerán que están bromeando y les exigirán que se detengan. Bastion les dirá que no es una broma y que él y Chazz han "visto la luz" y tratarán de convencer a Jaden de unirse a la Sociedad. Este lo retará a un Duelo, pero Aster le dirá que se encargarán de este problema el jugador y él. Pone como condición que si el jugador gana, Chazz les dirá todo lo que sabe y Chazz acepta, diciendo que si el jugador pierde, Él y Aster se unirán a la Sociedad. Cuando acabe el Duelo, a pesar de que el jugador haya ganado, Chazz y Bastion seguirán bajo el control de la Sociedad y se negarán a revelar los secretos de esta.
Sexto corazón: Aster dirá al jugador que su "HÉROE del Destino - Plasma" fue robado. Pedirá al jugador que le ayude a buscar pistas, comentando que que la Sociedad de la Luz podría tener respuestas. El jugador tendrá que ir al Dormitorio de Chicas Obelisco Azul, donde se encontrarán Jaden, Alexis, Syrus, Hassleberry, Bastion y Atticus. En ese momento, Jaden se dará cuenta que Alexis está bajo el control de la Sociedad. Jaden le intenta retar, pero Aster lo detiene y le dice que él se encargará. Antes del Duelo, le pregunta quién está detrás de la Sociedad. Después se realiza una apuesta parecida a la del evento anterior, añadiemndo que si Aster gana, le será devuelto su carta robada. Al ganar, Alexis revelará que Sartorius es quien está detrás de la Sociedad, pero que está siendo controlado y que no saben nada de su carta robada. 
Séptimo corazón: Aster dirá al jugador que Sartorius fue visto en la isla y que tienen que detener a la Sociedad de la Luz. El jugador tendrá que ir al Dormitorio Azul, donde se encontrarán Chazz y Alexis. Esta preguntará a Aster qué quiere, y este responderá que quiere ver a Sartorius y que lo lleven ante él. Alexis dirá que no les gusta escuchar ese nombre. Aster le responderá que ya ha salvado a Sartorius antes y que lo volverá a hacer. Chazz dice que si Aster gana lo dejarán pasar, pero si no, este se unirá a la Sociedad. Al ganar, Aster exigirá que lo dejen pasar o le digan donde está Satrorius. Chazz responderá que nadie sabe en dónde se encuentra.
Octavo corazón: Aster dirá al jugador que aún no tiene ninguna pista del paradero de Sartorius y que sospecha que la Luz de la Destrucción lo ha vuelto a poseer. En ese momento, Jaden informará que ha visto a Sartorius. Hassleberry y Syrus preguntarán cómo lo ha descubierto. Jaden dirá que lo ha descubierto gracias a los hermanos Ojama. El jugador deberá ir a la verja principal, donde se encontrarán Sartorius, Sarina y los demás miembros de la Sociedad. Sartorius dirá que ya sabía que Aster iba a llegar para salvarlo. Jaden preguntará cómo la Luz ha vuelto a poseerlo. Sartorius responderá que nunca se fue y que lo ha vuelto a convencer de que destruya este mundo. Aster, muy triste, le preguntará por qué se dejó volver a poseer y por qué robó su carta. Sartorius, liberándose por un momento del control de la Luz, dirá a Aster que lo hizo para protegerlo. Aster le dirá que no ha olvidado la promesa que le hizo y que lo liberará.
Sartorius será después totalmente poseído por la Luz y jurará destruir. Aster pedirá ayuda al jugador para liberar a Sartorius y a Sarina del control de la Luz. Cuando el jugador gane, todos los miembros de la Sociedad se liberarán del control de la Luz y Sartorius devolverá a Aster su carta robada. Aster dará gracias al jugador, añadiendo que es la única persona en la que confía como compañero y que seguramente el jugador se convertirá en un Duelista profesional cuando se gradúe, añadiendo que seguramente será un gran rival.
Al finalizar, habrá concluido la historia de Aster y se volverá al menú del juego, donde podemos empezar la historia otra vez y elegir otro personaje para jugar su historia. El Op acumulado y el Deck no habrán cambiado. 
Completar la historia con Aster desbloqueará a Chazz, Alexis y Bastion con su apariencia y Deck de la Sociedad de la Luz.
Jesse Anderson
Quinto corazón: Jesse dirá al jugador que se acerca la Partida de Exhibición de Duelos en Equipo. Añadirá que seguramente su Duelo en pareja será contra Jaden. Después, dirá al jugador que se prepare, ya que este será su pareja en el Duelo.
El jugador deberá ir al campo de Duelo, donde el profesor Thelonious Viper anunciará que el Duelo entre Jesse y Jaden esta por empezar, pero que ambos Duelistas deben elegir a una pareja de su elección. Jesse escogerá al jugador y Blair se autoproclamará pareja de Jaden, a lo que Syrus, Hassleberry, Alexis y Chazz se muestran molestos. Viper anunciará el inicio del Duelo. Jaden desea a Jesse que sea un gran Duelo, a lo que este le responde lo mismo.
Al ganar el Duelo, Jesse preguntará al jugador si está bien, ya que lo ve agotado. Jesse y Jaden dirán lo mismo. Viper se reirá levemente y anunciará el fin del evento.
Sexto corazón: Jesse dirá al jugador que se siente muy cansado y que al hablar sobre esto con otros Duelistas, estos le dijeron lo mismo. El jugador deberá ir al bosque, donde se encontrarán Hassleberry, Jim Cocodrilo Cook, Jaden y Syrus. Hassleberry está molesto porque Sherley (el cocodrilo mascota de Jim) lo estaba mordiendo. Este responderá agresivamente que controle a su mascota. Jim se disculpará diciendo que Sherley se pone nerviosa con los pulsos electromagnéticos y que últimamente ha notado estos pulsos en la isla. Después, Jesse preguntará a los presentes si después de un tener un Duelo se sienten cansados y que este cansancio puede tener relación con los pulsos que detectó Jim. Sherley se molestará y Hassleberry se volverá más salvaje debido al ADN de dinosaurio que obtuvo cuando era arqueólogo al romperse la pierna y siendo el hueso de esta reemplazado por el de un dinosaurio. Jesse dirá que lo mejor es tener un Duelo para ver si el cansancio está relacionado con el pulso electromagnético, a lo que Jim aceptará tomando a Hassleberry como compañero.
Al ganar el Duelo, Jim deduce que al acabar un Duelo las bio-bandas absorben parte de la energía de los Duelistas y la mandan a algún lugar de la isla. Jesse le dará la razón, diciendo que se siente cansado y que posiblemente Adrián Gecko tenga información de eso, ya que constantemente se escapa para estudiar la isla. Finalmente, Hassleberry volverá a la normalidad y el evento acabará.
Séptimo corazón: debido a las escapadas de Adrián para inspeccionar la isla, Jesse dice al jugador que deberían hablar con Adrián para ver qué sabe acerca de los Duelos de Supervivencia.
El jugador deberá ir al Dormitorio Abandonado. En él se encontrarán Chazz y Adrián peleando y a punto de iniciar un Duelo. Antes de que inicie, Jesse pregunta a Adrián qué sabe de los Duelos de Supervivencia. Adrián responderá que es difícil de explicar. Al no saber cómo explicarlo, ofrece a Jesse batirse en Duelo para que vea y sienta los efectos de la bio-banda. Jesse aceptará e iniciara el Duelo, en donde Chazz acepta ser compañero de Adrián a regañadientes, con la condición de que al acabar él tendrá un Duelo en solitario con Adrián.
Al ganar el Duelo, los participantes se sentirán cansados. Jesse exige respuestas a Adrián. Este explica que, al acabar el Duelo, mediante la bio-banda, la energía de los Duelistas es absorbida y dirigida mediante pulsos electromagnéticos a un punto de la isla. Adrián asegurará que es debido al profesor Thelonius Viper. Jesse se disculpará con el jugador por involucrarlo en un Duelo tan peligroso.
Octavo corazón: Jesse dirá al jugador que encontró a Viper, ya que Adrián lo vio entrar a un cuartel secreto. Jesse pide al jugador que lo acompañe, ya que ir solo es muy peligroso.
El jugador deberá ir al Laboratorio, donde se encontrarán Jaden, Alexis, Hassleberry, Syrus y Jim. Ni bien verlos, Jesse pregunta por Adrián, a lo que Jaden responde que lo han visto en un buen rato. Jim detecta una fuerte cantidad de pulsos electromagnéticos, lo que les hace pensar que Adrián tuvo un Duelo. Al escuchar esto, todos deciden ir a investigar y ayudar a Adrián a pesar del peligro. 
Los protagonistas y el jugador acaban en la sala donde Viper acumula toda la energía. Aquí también están Axel y Viper. Al verlo, todos le exigen que detenga lo que está haciendo, a lo que este se niega. Viper argumenta que su sistema de Duelos de Supervivencia está a punto de acabar y que si se detiene en ese momento la Academia no tendrá futuro. Al ver que los protagonistas no aceptan su argumento, reta a Jaden a un Duelo. Debido a que este acababa de tener un Duelo, está muy cansado para tener otro. Por ello, Jesse y el jugador se ofrecen de voluntarios para batirse en Duelo. Para sorpresa de los protagonistas, Axel acepta ser compañero de Viper. Después de que los demás protagonistas den apoyo moral a Jesse y al jugador, el Duelo inicia.
Al ganar el Duelo, Viper se sorprende de haber perdido, por lo que echa la culpa de la derrota a Axel. Este se molesta y le pregunta sus verdaderas intenciones. Viper le responderá que él simplemente es un donante de energía. Después de decir eso, los involucrados en el Duelo se sienten cansados. Con la poco energía que le queda, Axel alcanza a decir "los Duelos de Supervivencia en la Academia del Oeste eran diferentes". 
Una gran luz ciega a todos y Viper desaparece, diciendo como última palabra "Rick". Un fuerte terremoto sacude todo el lugar, por lo que todos escapan, y consiguen salir. Después de asegurarse de que todos estén bien, Jaden pregunta a Axel si sabe algo. Este responde que lo único que hizo fue ayudar a Viper en el último Duelo y que no sabe nada más. Por ello, todos se decepcionan al no saber el verdadero plan de Viper.
Al final, Jesse dirá a Axel que fue un gran Duelo y que deben de repetirlo algún día. Este solo responde con un silencio. La historia acaba con Jesse, Jaden, Hassleberry, Syrus y el jugador echando una carrera al dormitorio rojo. 
Al finalizar estos eventos, habrá concluido la historia de Jesse y volverá al menú del juego donde podemos empezar la historia otra vez y elegir otro personaje para jugar su historia. El Op acumulado y el Deck no habrán cambiado.
Syrus Truesdale
Quinto corazón: Syrus informará al jugador que últimamente está muy preocupado por su hermano Zane, pero que se preocupará de eso después y desea al jugador que sea un gran día.
El jugador deberá ir a la verja principal. Aquí, Syrus dirá al jugador que no entiende cómo Zane ha dejado de respetar a sus adversarios, pero cree que tiene una explicación y que aún confiaba en Zane. En ese momento, Bonaparte dirá que solo él sabe la verdad de Zane y que solo lo revelará si el jugador y Syrus le ganan en un Duelo, teniendo este a Axel de compañero de equipo. En ese momento, Jaden, Chazz y Hassleberry preguntarán a Bonaparte sus condiciones. Este responderá que si Syrus pierde, derribará el dormitorio rojo y expulsará a todos los Slifers de la academia. Todos los demás se sorprenderán y Jaden acepta el reto, pero Bonaparte dice que él elegirá al compañero de Syrus y este elige al jugador. Después, el Duelo empezará.
Al ganar el Duelo, Bonaparte se sorprenderá por haber perdido y Syrus le exigirá respuestas. Bonaparte responderá que solo sabe que Zane y el director Sheppard tienen algún tipo de relación secreta y sospecha que hay algo extraño en esa relación. Al final, Syrus dirá al jugador que deben preguntar al rector sobre lo que dijo Bonaparte.
Sexto corazón: Syrus pedirá al jugador que le acompañe a preguntar al director Sheppard sobre su relación con Zane.
El jugador deberá ir a la oficina del director, donde Syrus preguntará a este qué sabe sobre el hecho de que Zane haya perdido el respeto a sus adversarios. El director le responderá que se parece mucho a su hermano y que está muy orgulloso de tener a un estudiante que respeta a sus adversarios de esa manera en la academia. Syrus le agradecerá el cumplido. El director le pedirá que le demuestre sus habilidades como Duelista y que ya ha llamado a los adversarios. Syrus se sorprende al ver que son Obeliscos Azules que siempre están en la lista de los diez mejores de los exámenes de Duelos. A pesar de esto, Syrus no se intimida y decide batirse en Duelo con el jugador como compañero de equipo.
Después de ganar, Syrus se alegrará por la victoria. El director felicitará a los cuatro Duelistas y dirá al jugador que Syrus y él hacen un muy buen equipo. Finalmente, Sheppard dirá que no sabe qué le pasó exactamente a Zane para que este dejara de respetar a sus adversarios. Añadirá que la única manera de descubrirlo será batirse en Duelo con él. También dirá que desconoce la razón por la cual cambió su forma de ser de forma tan radical, pero cree que se debe a algo que le sucedió en el Circuito Profesional. En cualquier caso, investigará qué le pasó.
Séptimo corazón: Syrus informará al jugador que cree haber descubierto la razón por la cual Zane ha dejado de respetar a sus adversarios tras perder contra Aster Phoenix. Syrus pide al jugador que lo acompañe a preguntar a Aster al respecto.
El jugador deberá ir al dormitorio azul. Aquí, Aster se molesta que lo hayan llamado solo para preguntarle eso y dirá que Zane simplemente quedó en shock al perder con él, o que está involucrado con los Duelos clandestinos. Aster explica que estos, a pesar de no ser un circuito profesional, está lleno de ellos. Syrus se desmotivará al escuchar eso, pero Jaden aparecerá para animarlo, diciendo que debería probar el mundo profesional. Syrus dudará en un inicio, pero acabará aceptando.
Al ganar el Duelo, todos sús participantes se alegrarán por haber tenido un gran Duelo. Finalmente, Aster hablará de la existencia de la oscuridad de la destrucción. Syrus asumirá que Zane fue poseído por la oscuridad y se propone liberarlo.
Octavo corazón: Syrus dirá al jugador que es hora de enfrentarse a Zane, ya que cree que si lo vence en un Duelo, lo liberará de la oscuridad.
El jugador deberá ir al volcán en donde Syrus retara a Zane a dicho Duelo. Jaden aparecerá, preguntando cómo es que Syrus está tan seguro de eso. Zane se burla de las suposiciones de Syrus, diciendo que no neceesita la oscuridad para ganar. Zane finalmente aceptará el desafío, diciendo que le importa el porqué del Duelo y que simplemente quiere ganarlo. Atticus aparecerám diciendo que se dejará llevar por la oscuridad para ser su compañero de equipo y poder ayudar a liberarlo. A Zane no le importará y dirá a Syrus que empiece el Duelo de una vez.
Al ganar, Zane se molestará por haber perdido el Duelo y dirá a Syrus que no está poseído por la oscuridad y que lo único que hizo fue cambiar su forma de ver el mundo. Syrus se sorprenderá al escuchar eso. Atticus añadirá que al tener el Duelo fue poseído por completo por la oscuridad, que Zane lo ayudó a escapar y en ese momento pudo ver a Zane en la luz. Syrus se alegrará al escuchar que no está poseído y cree que el Zane que eé respeta volverá en algún momento y pide al jugador que lo acompañe. 
Al finalizar estos eventos, habrá concluido la historia de Syrus y volverá al menú del juego donde podemos empezar la historia otra vez y elegir otro personaje para jugar su historia. El Op acumulado y el Deck no habrán cambiado.
Chazz Princeton
Quinto corazón: Chazz despertará al jugador y le dirá que ha sucedido algo y que lo descubrirá por sí mismo.
El jugador deberá ir a la veja principal, en donde dos Slifer Rojos exigirán a Chazz de forma grosera que se enfrente a ellos en un Duelo Tag. Chazz supondrá que sus hermanos fueron los que organizaron el Duelo. Tras mencionar esto, aparecerá Slade Princeton, diciendo a su hermano que no puede rechazar el Duelo. Jagger Princeton añadirá que si pierde, la academia de Duelos será de ellos. Jaden aparecerá, preguntando a Chazz si eso es verdad. Este responderá que lo es y que no importa. Chazz se reirá y Slade le preguntará de qué se ríe. Chazz le responderá que se ha vuelto muy fuerte desde su último Duelo. Finalmente, el Duelo empezará.
Al ganar, Jaden felicitará al jugador y a Chazz por ganar el Duelo. Jagger se molestará y dirá a Slade que deben replantearse su estrategia. Slade dirá a Chazz que no olvide que no puede esconderse de ellos. Chazz los ignora y dirá al jugador que lo acompañe.
Sexto corazón: Chazz despertará muy molesto al jugador, informándole que una niña robó en su habitación y que si no fuera una mujer, le patearía.
El jugador deberá ir al Dormitorio Ra Amarillo, donde encontrará a Blair, la cual retará a Chazz a un Duelo. Chazz la reconocerá como la chica que robó en su habitación y se molestará. Este también le dirá que sabe que la mandaron sus hermanos. Blair dirá que si ella gana deberá convencer a sus hermanos de construir un dormitorio Rojo exclusivo para chicas. Bastion aparecerá, diciendo que también quiere enfrentarse a Chazz. Este preferirá que Blair y Bastion hagan un equipo y se enfrentará a ellos teniendo al jugador como compañero.
Al ganar, Chazz se alegrará y Blair se molestará por no poder tener el dormitorio Slifer de chicas. Finalmente, Chazz dirá al jugador que se lo acompañe. 
Séptimo Corazón: Chazz se quejará con el jugador debido a que sus hermanos no paran mandar Duelistas para que lo reten.
El jugador deberá ir al aula en donde estarán Vellian Crowler y Bonaparte. Estos informaran a Chazz que su examen práctico está por comenzar. Chazz se quejará por el examen sorpresa y preguntará el motivo de este. Bonaparte gritará que deben ser más estrictos con los alumnos, a lo que Chazz deducirá que sus hermanos los mandaron y se molestará. Bonaparte lo confirmará y empezará el Duelo.
Al ganar el Duelo, Chazz se burlará por haber ganado y Crowler y Bonaparte se retirarán. Finalmente, Chazz se quejará de que sus hermanos no paren de mandar Duelistas y se propone el acabar con la situación.
Octavo corazón: Chazz dirá al jugador que se ha decidido a acabar con la situación y va a detener a sus hermanos.
El jugador deberá ir al muelle en donde se encontrarán la mayoría de los Duelistas contratados para retar a Chazz además de sus hermanos. La mayoría de ellos motivarán a Chazz para que acepte la propuesta de sus hermanos, ya que estos prometen muchas mejoras en la academia. Pero Chazz se seguirá negando a aceptar que sus hermanos compren la academia. Slade interviene, diciendo que no puede detener los negocios del Grupo Princeton. Jagger dirá que la única forma de arreglar el problema es en un Duelo limpio. Slade preguntará a Chazz si acepta el reto, a lo que este dice que sí.
Al ganar, Slade y Jagger se sorprenderán por lo forma de pelear del jugador y le preguntarán qué planea hacer al graduarse de la academia. También le dirán que puede convertir en un Duelista profesional o un miembro importante del Grupo Princeton, ya que se podría manejar muy bien en ambos mundos. Después, Slade y Jagger dirán al jugador que si le interesan sus ofertas los llame y que como ya no tienen nada que hacer en la academia se irán de ella. Los Duelistas contratados por ellos se quejan al ver que las ofertas que ellos prometían no se cumplirán. Finalmente, todos exceptuando al jugador se retirarán sin esperar a Chazz. Este dirá al jugador que ha sido su mejor compañero.
Al finalizar estos sucesos, habrá concluido la historia de Chazz y volverá al menú del juego donde podemos empezar la historia otra vez y elegir otro personaje para jugar su historia. El Op acumulado y el Deck no habrán cambiado.
Blair Flannigan
Quinto corazón: Blair despertará al jugador, preguntando si conoce a alguien que sepa cocinar. Ella no sabe y quiere preparar a Jaden diferentes tipos de comida, no deseando arriesgarse a que no le guste. Al final, Blair decide preguntar a Fonda Fontaine si ella le puede enseñar.
El jugador deberá ir a la oficina del Canciller, donde se encontrarán Fontaine y Yasmin. Blair le pedirá que le enseñe a cocinar para poder regalárselo a una persona especial. Fontaine aceptará darle su receta especial que enamorará a la persona que la coma de inmediato, con la condición de que le demuestre sus sentimientos en un Duelo. Blair aceptará tomando al jugador como compañero. Fontaine pedirá a Yasmin que sea su compañera y esta aceptará. Al ganar, Blair pedirá a Fontaine su receta especial, pero esta responderá que solamente era una broma, y que simplemente quería ver qué tan fuertes eran sus sentimientos, pero que, aun así, le enseñará otras recetas. 
Sexto corazón: Blair despertará al jugador, diciéndole que mientras Fontaine le enseñaba su receta también le habló de un supuesto "Mago de Amor" en la Academia de Duelos.
El jugador deberá ir al acantilado, donde se encontrará Atticus. Blair lo reconoce como el "Mago del Amor". Atticus le dirá que ve en sus ojos que sabe que está enamorada. Blair le pide ayuda para conquistar a su amor. Atticus le dice que necesita las "rocas legendarias" de la Academia de Duelos, ya que, según él, cualquier pareja que va a las rocas acaba perdidamente enamorada. Blair le pide que le diga dónde queda ese lugar, pero Atticus le responde que solo la persona que Blair ama lo sabe, pero que descubrirá quién es en un Duelo. Atticus tomará de conpañero a Syrus (que estaba escondido en un cubo de basura) y el Duelo comenzará.
Al ganar, Atticus se emocionará por el gran Duelo y dice a Blair que se ha ganado que le diga dónde se encuentran esas rocas. Pero en ese momento aparecerá Hassleberry, preguntando por Syrus. Atticus le dirá que no lo ha visto y le pide que se lleve el cubo de basura de vuelta al Dormitorio Rojo. Este acepta y se va. Finalmente, Atticus dirá a Blair que como describir la ubicación es difícil le mandará un mapa más tarde. Esta acepta y el evento finaliza.
Séptimo corazón: Blair dirá al jugador que ya ha recibido el email de Aticcus sobre la ubicación de las piedras mágicas. Le pedirá que la acompañe a comprobarlo. 
El jugador deberá ir al bosque en donde se encontrarán Chazz y Alexis. Blair insinuará a Chazz que están ahí por las piedras mágicas. Chazz se avergonzará e intentará echar al jugador y a Blair del bosque. Blair se negará y Chazz se molestará. Alexis propone como solución que todos vayan juntos. Chazz dirá no, ya que las piedras solo funcionan con dos personas. Blair se cansará y dirá a Chazz que lo arreglen en un Duelo: el perdedor deberá irse y los ganadores podrán quedarse. Chazz y Alexis aceptarán y el Duelo empezará.
Chazz se molestará por perder y preguntará a Blair si la persona que quería enamorar no era Jaden, a lo que ella dirá que sí. Chazz se reirá, ya que para que las piedras funcionen se debe ir con la persona que se quiere enamorar. Blair se deprimirá por haber perdido el tiempo y Chazz le dirá que se vaya. Alexis se molesta por la actitud de Chazz y se irá. Finalmente, Blair dirá al jugador que se acerquen a las piedras de todos modos y que ya otro día enamorará a Jaden.
Octavo corazón: Blair dirá al jugador que ya se decidió confesar a Jaden sus sentimientos, pero que primero lo derrotará en un Duelo.
El jugador deberá ir al dormitorio rojo. Allí estarán Jaden, Jesse y Hassleberry. Blair retará a Jaden a un Duelo. Jaden aceptará diciendo que tomará a Jesse como su compañero. En ese momento, Syrus sale de un cubo de basura, en donde estaba oculto, y dirá a Jaden que es mejor compañero que Jesse. Jesse le dirá que el primero que llega tiene el Duelo. Syrus se entristecerá y Hassleberry lo consolará. Después, el Duelo iniciará. 
Al ganar, Blair se alegrará. Jaden y Jesse también, en su caso por tener un gran Duelo. Blair dirá Jaden que lo quiere y que le gusta. Jaden le responderá que también le gusta batirse en Duelo con ella. Luego, Jaden dirá que un torneo de Duelos tag está por comenzar. Jesse dirá al jugador que los dos pueden hacer equipo y que Jaden puede hacerlo con Hassleberry. Syrus se opondrá y comenzará a pelear con Hassleberry. Blair dirá a Jaden que quiere ser su compañera, y Syrus y Hassleberry se molestarán. Jaden se quedará sin responder y Blair dirá que si ella no es compañera de Jaden lo será del jugador, a quien agradece el ayudarla en sus Duelos.
Al finalizar estos eventos, habrá concluido la historia de Blair y volverá al menú del juego donde podemos empezar la historia otra vez y elegir otro personaje para jugar su historia. El Op acumulado y el Deck no habrán cambiado.  
Tyranno Hassleberry
Quinto corazón: Hassleberry dirá al jugador que hay un rumor de la existencia de una carta legendaria de dinosaurio oculta en la isla. Le pide que le ayude a encontrarla.
El jugador deberá ir al aula de clase, en donde se encontraran Andrea y Jewels. Hassleberry preguntará a Andrea si sabe algo acerca del rumor de la carta, ya que ambos usan un Deck de dinosaurios. Andrea responderá que no sabe nada acerca del rumor. Hassleberry se entristece al escuchar eso, pero iniciará una conversación con Andrea sobre dinosaurios. En esta, dirá a Andrea que el jugador sabe mucho acerca de dinosaurios. Al escuchar eso, Andrea propone un Duelo Tag para ver quién sabe más de dinosaurios, a lo cual Hassleberry aceptará.
Al ganar el Duelo, Hassleberry agradecerá a Andrea y Jewels el Duelo.
Sexto corazón: Hassleberry informar´s al jugador que no puede controlar su pierna. Deduce que su "dinohueso" está reaccionando a algo, posiblemente la carta legendaria.
El jugador deberá ir al bosque. Allí, Hassleberry le dirá que su pierna lo guio ahí. Al llegar, Hassleberry pedirá al jugador que lo ayude a cavar para poder encontrar la cara. Tras cavar algunos agujeros, Hassleberry se deprimirá por no haber encontrado la carta. En ese momento aparecerán Jaden, Jesse y Syrus. Estos preguntan el porqué de cavar tantos agujeros. Hassleberry les hablará de la carta legendaria. En ese momento aparecerá Damon, muy molesto por la destrucción que Hassleberry provocó en la naturaleza. Damon retará al jugador y Hassleberry a un Duelo para compensar la destrucción. Hassleberry se disculpará por la destrucción y le dirá que solo intentaba encontrar la carta legendaria. Damon le dirá que no es uno con la naturaleza, a lo cual este se molestará y aceptara el Duelo, en el cual Jesse pide a Damon que lo tome como compañero, a lo cual esto aceptará.
Al ganar, Damon se va del bosque a la montaña para seguir entrenando, no sin antes decir a Hassleberry que tape los agujeros que este hizo. Tras irse, Hassleberry pedirá a los presentes que lo ayuden a tapar los agujeros.
Séptimo corazón Hassleberry dirá al jugador que su "dinohueso" lo está guiando otra vez y dirá al jugador que lo acompañe a ver a dónde lo lleva.
El jugador deberá ir al Dormitorio de Chicas Azul, en donde al intentar cavar para encontrar la carta un par de chicas confunden a Hassleberry y al jugador con unos pervertidos y los llevarán ante Fonda Fontaine. Hassleberry explicará a esta que es un malentendido y ella lo comprenderá diciendo que para la próxima vez le avisen. En ese momento aparecerán Jasmine y Mindy, diciéndole que todo lo que encuentren en el dormitorio de las chicas es de ellas. Ambas intentan echar al jugador y a Hassleberry del dormitorio para que ellas puedan cavar y encontrar la carta legendaria, pero Hassleberry se opone. Fontaine interviene, diciendo que se realice un Duelo Tag y el equipo que gane puede cavar, y Hassleberry aceptará. Fontaine escogerá a Disa y Masha para que participen en el Duelo.
Al ganar, Fontaine dirá a Hassleberry que ya puede empezar a cavar. Hassleberry y el jugador empezaran a cavar mientras Fontaine, Jasmine y Mindy observan. Al acabar encontrarán la carta "Goblin Falso". asmine y Mindy se decepcionarán y Hassleberry dirá al jugador que no se rendirá hasta encontrar la carta legendaria.
Octavo corazón: Hassleberry dirá al jugador que su dino ADN esta reaccionando y que está seguro de que esa vez sí encontrará la carta legendaria.
El jugador deberá ir al volcán, en donde se encontrará Adrián, Jim, Jaden y Syrus. Jaden preguntará a Hassleberry qué hace ahí. Este le responderá que ahí se encuentra la cartas legendaria. En eso momento, Hassleberry veraáa Jim y Adrián y les preguntará que hacen ahí. Jim responderá que Shirley lo guio a una carta poderosa que lo ayudará en sus estudios de geología. Hassleberry le dirá que él fue quien llegó primero y que la carta le pertenece. Después, retará a Jim a un Duelo y el ganador se quedaría con la carta, a lo cual Jim acepta, tomando a Adrián como su compañero.
Al ganar, Jim se pondrá triste por no poder quedarse con la carta. Hassleberry pedirá a Syrus que lo ayude a cavar, pero este ya se habrá ido, por lo que Jim se ofrece para ayudar a Hassleberry. Al acabar de cavar, Jim encontrara la carta "Impacto Jurásico". Hassleberry se entristecerá, ya que esa carta ya la tiene. Después, Hassleberry agradecerá al jugador el ser su compañero y ayudarlo. Finalmente, este dirá al jugador que su dinohueso lo está guiando de nuevo y le pide al jugador que lo siga.
Al finalizar estos eventos, habrá concluido la historia de Hassleberry y volverá al menú del juego donde podemos empezar la historia otra vez y elegir otro personaje para jugar su historia. El Op acumulado y el Deck no habrán cambiado.

## Impacto social

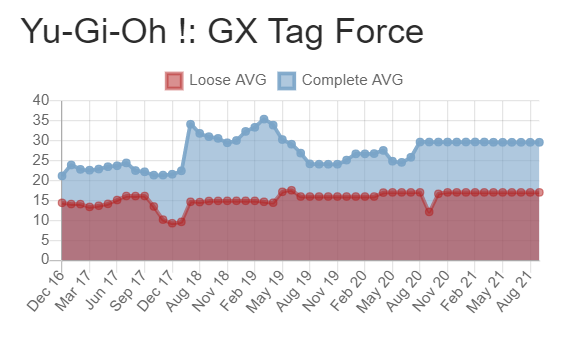

En cuanto al impacto social, el juego fue muy acogido por los fans en Japón, además de que la nota sobre el juego es un 7.5, es decir, está muy bien valorado.

## Errores del juego
En la versión europea, cuando el jugador se enfrenta a Velo Nocturno, su nombre es escrito erróneamente como "Vello de la Notte", en italiano, a pesar de que el videojuego está en idioma español.
Al usar las cartas de Campo "Destrucción Fundida" y/o "Pandemonium", el duelo en cuestión se ralentizará.
El nombre de la carta mágica "Magos, Uníos" aparece con su nombre del OCG, "Cruz del Mago".
Parte del texto de la carta "Dragón Señor de Océano - Neo-Dédalo" está escrito en portugués.
En la descripción de la Carta de Monstruo "Caballero Pixie" está escrito "ponne", con una N adicional. Asimismo, en la descripción del monstruo "Archidemonio Soldado" está escrito "porqie", con una i reemplazando a una u.
En las primeras versiones hasta la 5 la traducción no se ajusta bien y no todo está completamente traducido.